# Jožef Anton Lerchinger
Jožef Anton Lerchinger (tudi Lerhinger), slovenski slikar, * ok. 1720, Rogatec, † po 1787. 
Lerchinger je bil prvič omenjen leta 1741, bil pa je baročni slikar, ki je deloval na slovenskem Štajerskem in v hrvaškem Zagorju. Slikal je tabelne slike, predvsem pa je bil znan freskant. 
Med drugim je poslikal kapelo sv. Frančiška Ksaverija in lekarno v Olimju, cerkev sv. Roka nad Šmarjem pri Jelšah, delal pa je tudi v Petrovčah, Zagorju pri Planini, Slovenskih Konjicah, poslikal je svete stopnice na gradu pri Slovenj Gradcu, na Hrvaškem pa je poslikal več dvorcev in cerkva, med njimi cerkev na Trškem Vrhu nad Krapino.
Njegov slog je slikovit, poznobaročno-rokokojski, z značilnim deljenjem slikarskega prostora na posamezne ploskve, ki so praviloma dopolnjene s štukaturnim okrasjem, barve pa so lahkotnejše. Pred njim so na Štajerskem večinoma delovali tuji slikarji iz avstrijsko-nemškega prostora, Ler(c)hinger pa je spremljevalec vodilne četverice baročnih slikarjev, ki so ustvarjali na Kranjskem (Jelovšek, Metzinger, Cebej in Bergant).
Z življenjem in opusom Jožefa Antona Ler(c)hingerja se je najbolj temeljito ukvarjala dr. Anica Cevc.